# Sundsvall (stad)
Sundsvall is de hoofdstad van de gemeente Sundsvall in het landschap Medelpad en de provincie Västernorrlands län in Zweden. De stad heeft 49.339 inwoners (2005) en een oppervlakte van 2739 hectare. Sundsvall is de grootste stad van Västernorrlands län; hoofdstad is echter het even noordelijker gelegen Härnösand.
Sundsvall werd in 1888 volledig in de as gelegd door "Storbranden", de grote stadsbrand. Zoals vele Scandinavische steden was Sundsvall bijna geheel opgetrokken uit hout. Na de brand werd de stad geheel herbouwd uit steen. Steen was in die tijd nog een duur bouwmateriaal en een geheel stenen stad was uitzonderlijk. De binnenstad heeft derhalve de bijnaam "Stenstaden".
In het moderne Sundsvall valt Kulturmagasinet het meest op: een museum en een bibliotheek ineen verbonden door een soort van passage. Als officieus symbool voor Sundsvall geldt het fictieve dier de skvader.

## Verkeer en vervoer
Bij de plaats lopen de E4, E14 en Riksväg 86.
Sundsvall is een belangrijk verkeersknooppunt in Norrland (het noorden van Zweden). Het treinstation kent een SJ 3000-verbinding met Stockholm. De E4 passeert de stad via een tolbrug en de lange-afstandsbus naar Haparanda neemt een aanvang in Sundsvall. Tevens begint er de lange route via Ånge en Östersund naar Trondheim in Noorwegen. De aanleg van de Bottniabanan, een snelle kustverbinding per trein, zorgde een goede verbinding tussen Sundsvall en Umeå.
De stad heeft een station aan de spoorlijnen Storlien - Sundsvall, Stockholm - Sundsvall, Sundsvall - Umeå en Sundsvall - Långsele.

## Geboren
- Lars Ahlin (1915-1997), schrijver
- Jan Eriksson (1967), voetballer
- Helen Sjöholm (1970), zangeres en actrice
- MyAnna Buring (1979), actrice
- Henrik Zetterberg (1980), ijshockeyspeler
- Anna Holmlund (1987), freestyleskiester
- Jesper Modin (1988), langlaufer
- Emil Forsberg (1991), voetballer
- Niklas Mattsson (1992), snowboarder
- Yohio (1995), zanger en gitarist
- Emma Aicher (2003), alpineskiester
- Jakob Söderqvist (2003), wielrenner

## Wetenswaardigheden
Het wapen van Sundsval bevat een helm en twee gekruiste furketten.

## Galerij

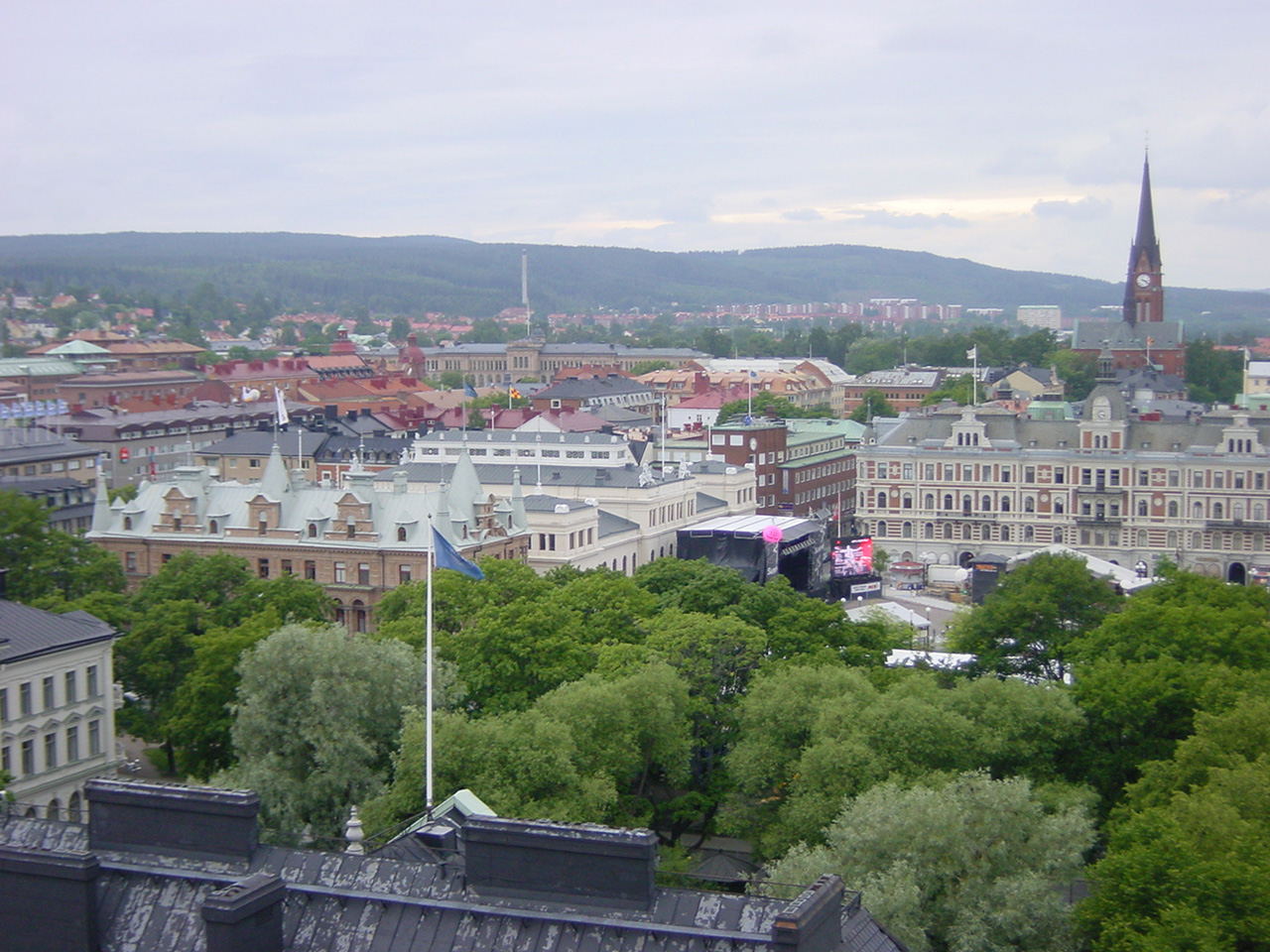
Uitzicht over Sundsvall
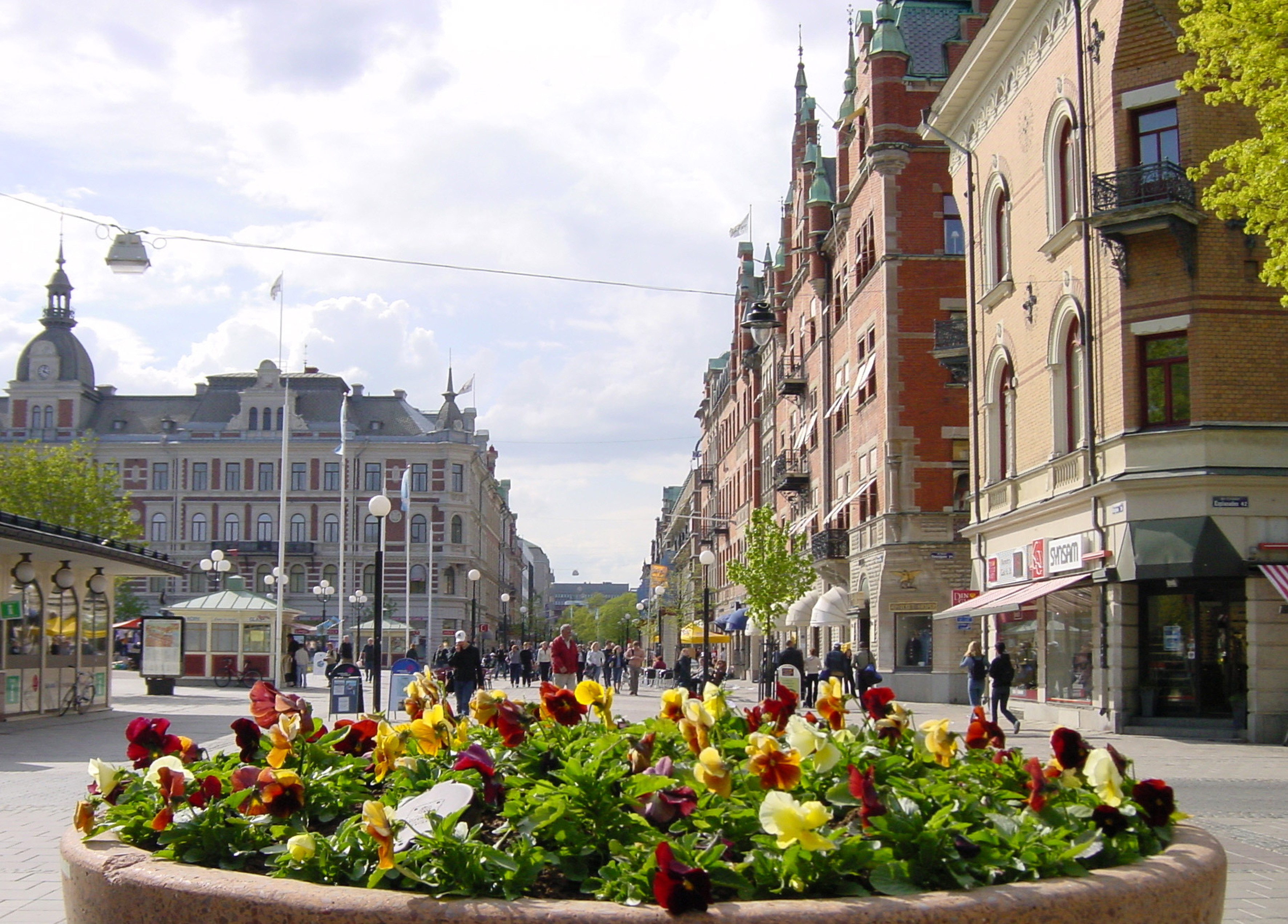
Winkelstraat
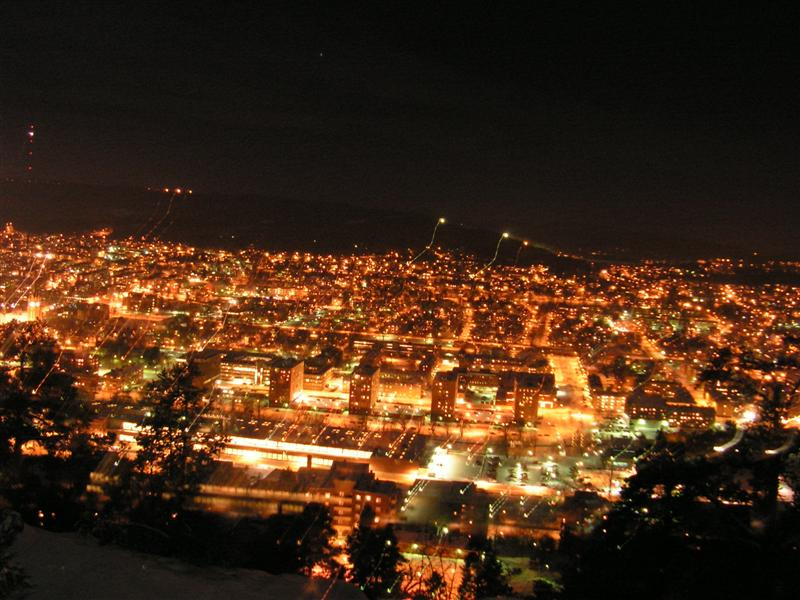
Vanaf de Noorderberg
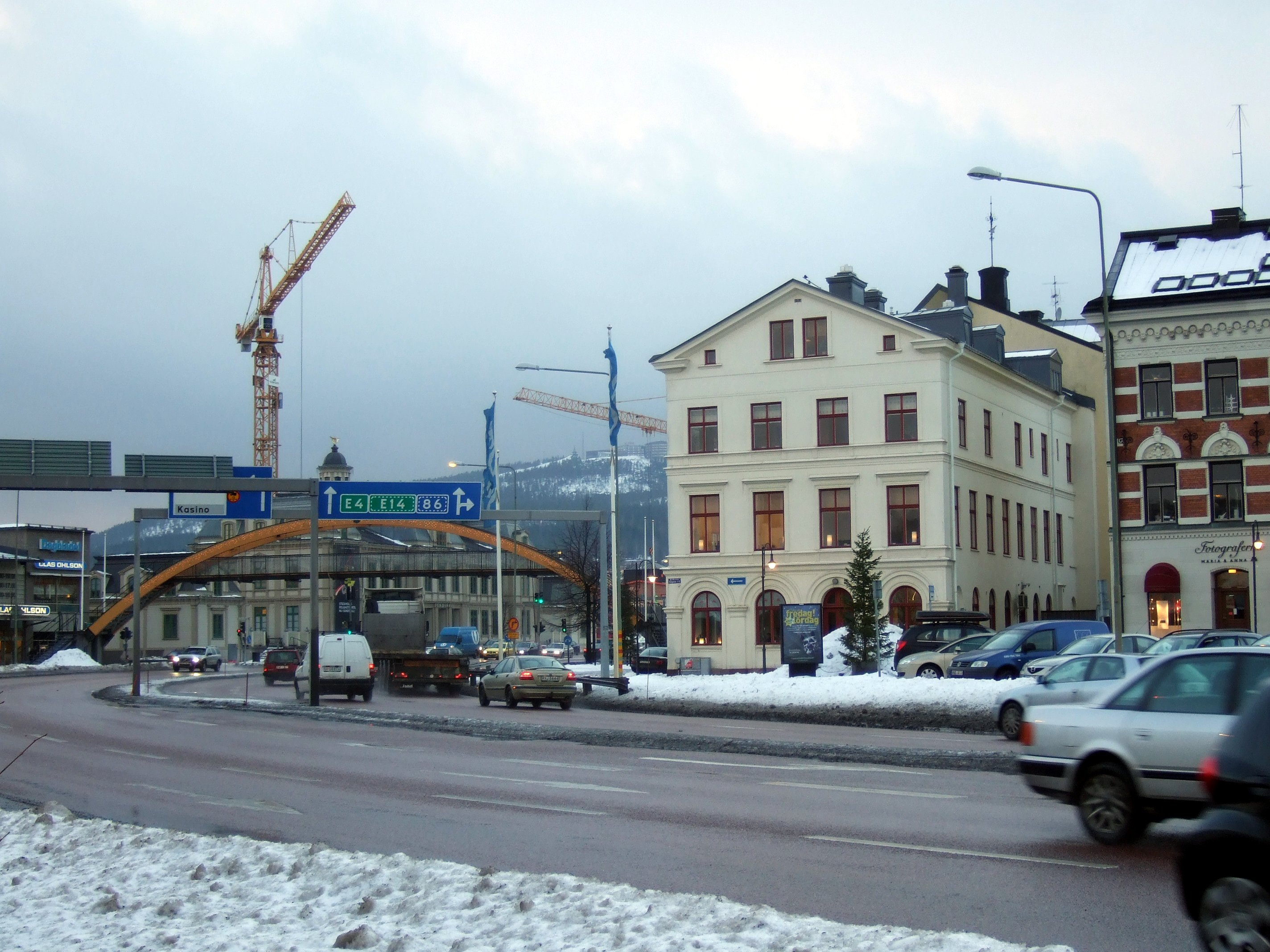
De E4 in Sundsvall